# Eddy Merckx
Édouard Louis Joseph, baró Merckx, més conegut com a Eddy Merckx   (Meensel-Kiezegem, 17 de juny de 1945) és un ciclista belga professional, ja retirat, que va combinar el ciclisme en pista i la carretera i és conegut per ser el ciclista que ha aconseguit més èxits al llarg de la història. En el seu palmarès hi destaquen onze Grans Voltes (cinc Tours de França, cinc Giros d’Itàlia i una Volta a Espanya), els cinc Monuments, tres Campionat del món en ruta, el rècord de l'hora, totes les curses importants d’un dia, excepte la París-Tours, així com nombroses victòries a la pista.
Nascut a Meensel-Kiezegem, Brabant Flamenc, Bèlgica, va créixer a Woluwe-Saint-Pierre, on els seus pares tenien una botiga de queviures. Va practicar diversos esports, però va trobar la seva veritable passió en el ciclisme. Merckx va aconseguir la seva primera bicicleta als tres o quatre anys i va competir en la seva primera carrera el 1961. La primera victòria va arribar a Petit-Enghien l'octubre de 1961.
Després de guanyar vuitanta carreres com a corredor aficionat, va passar al professionalisme el 29 d'abril de 1965, quan va signar amb Solo-Superia. La primera gran victòria va arribar a la Milà-San Remo un any després, després de fitxar pel Peugeot -BP-Michelin. En finalitzar la temporada de 1967 va fitxar pel Faema i va guanyar el Giro d'Itàlia, la primera victòria en una Gran Volta. Entre el 1970 i el 1974 va guanyar dues grans voltes cada temporada. El darrer doblet va coincidir amb la victòria al Campionat del món en ruta organitzat per la UCI, cosa que va convertir-lo en el primer ciclista en guanyar la Triple Corona de ciclisme. Merckx va batre el rècord de l'hora l'octubre de 1972, ampliant el rècord en gairebé 800 metres.Era conegut amb el sobrenom d'El Caníbal, motiu suggerit per la filla d'un company d'equip quan el seu pare li va dir que Merckx no deixaria guanyar ningú. Merckx va aconseguir 525 victòries durant els seus divuit anys de carrera. És un dels tres ciclistes que ha guanyat els cinc 'Monuments' (Milà-San Remo, Tour de Flandes, París-Roubaix, Lieja-Bastogne-Lieja i Volta a Llombardia) i l'únic que els ha guanyat tots dues vegades o més. Merckx va tenir èxit a la carretera i també a la pista, així com en les grans curses per etapes i les curses d’un dia. Tot i el seu gran palmarès i ser considerat el ciclista més gran de la història, Merckx es va veure involucrat en tres casos de dopatge durant la seva carrera.
Quan Merckx es va retirar del ciclisme, el 18 de maig de 1978, va continuar vinculat al món del ciclisme. Inicià la seva pròpia cadena de bicicletes, Eddy Merckx Cycles, el 1980 i les seves bicicletes van ser utilitzades per diversos equips professionals durant les dècades de 1980 i 1990. Fou entrenador de la selecció nacional belga durant onze anys, retirant-se el 1996. Va ajudar a iniciar i organitzar la Volta a Qatar des del seu inici, el 2002, fins a la seva última edició, el 2016, i també va ajudar el Tour d'Oman.

## Primers anys i carrera amateur
Edouard Louis Joseph Merckx va néixer a Meensel-Kiezegem, Brabant Flamenc, Bèlgica, el 17 de juny de 1945, de Jules Merckx i Jenny Pittomvils. Merckx era el fill gran de la família. El setembre de 1946 la família es va traslladar a Woluwe-Saint-Pierre, a Brussel·les, per tal de fer-se càrrec d'una botiga de queviures. El maig de 1948, Jenny va donar a llum a bessons: un nen, Michel, i una nena, Micheline. El petit Eddy era hiperactiu i sempre jugava al carrer.
L'Eddy era un nen competitiu i practicava diversos esports, inclosos el bàsquet, la boxa, el futbol i el tennis de taula. Va arribar a jugar a tennis de herba amb l'equip júnior local. Amb tot, Merckx va afirmar que sabia que volia ser ciclista des dels quatre anys i que el seu primer record era un accident amb la seva bicicleta quan tenia la mateixa edat. Merckx va començar a anar amb bicicleta als tres o quatre anys i des dels vuit anys la feia servir cada dia per anar a l'escola. Merckx imitava el seu ídol de la bicicleta, Stan Ockers, quan anaven en bicicleta amb els seus amics.
L'estiu de 1961 Merckx va comprar la primera llicència de ciclisme i un mes després ja va competir en la seva primera carrera oficial, un mes després de fer setze anys. En la seva estrena fou sisè. Abans de guanyar la seva primera cursa, a Petit-Enghien, l'1 d'octubre de 1961, havia participar en dotze curses. L'hivern següent a la primera victòria va entrenar amb l'exciclista Félicien Vervaecke al velòdrom local. Merckx va obtenir la segona victòria l'11 de març de 1962 en una kermesse.  Merckx va competir en 55 carreres durant el 1962. A mesura que dedicava més temps al ciclisme, les notes a l'escola anaven disminuint. Després de guanyar el campionat nacional en ruta amateur, Merckx va rebutjar una oferta del director de la seva escola per posposar els seus exàmens i va deixar els estudis. Va finalitzar la temporada amb 23 victòries al sarró.
Merckx va ser seleccionat per disputar la cursa masculina en carretera als Jocs Olímpics d’estiu de 1964, on va finalitzar en dotzena posició. Durant aquella mateixa temporada va guanyar la cursa amateur en carretera del Campionat del Món que es va disputar a Sallanches, França. Merckx va romandre en categoria amateur fins a l'abril de 1965 i va finalitzar aquesta fase de la seva carrera esportiva amb vuitanta victòries al seu favor.

## Carrera professional

### 1965-1967: Solo-Superia i Peugeot - BP- Michelin

#### 1965: Primera temporada professional
Merckx es va passar al professionalisme el 29 d'abril de 1965, quan va signar amb l'equip belga de Rik Van Looy, Solo-Superia. Va guanyar la seva primera carrera a Vilvoorde, superant Emile Daems. L'1 d'agost Merckx va acabar segon en els campionats nacionals belgues, i es va classificar per a la cursa masculina en carretera del Campionat del Món de carretera. Raphaël Géminiani, gerent de l'equip de ciclisme Bic, es va acostar a Merckx en aquest campionat i li va oferir 2.500 francs al mes per unir-se a l'equip la temporada següent. Merckx va signar, però com era menor d'edat, el contracte no era vàlid.
Després de finalitzar la cursa del campionat del món en 29a posició, Merckx va tornar a Bèlgica i va discutir els seus plans per a la propera temporada amb el seu entrenador, Jean Van Buggenhout. Van Buggenhout va ajudar a què Merckx fitxès per l'equip francès Peugeot-BP-Michelin per 20.000 francs al mes. Merckx va decidir deixar el Solo-Superia per la manera com havia estat tractat pels seus companys d'equip, en particular Van Looy. Van Looy i d'altres companys es burlaven de Merckx pels seus hàbits a l'hora de menjar, i li posaven motius.  A més, Merckx va declarar més tard que durant la seva etapa amb l'equip de Van Looy no li havien ensenyat res. Mentre va córrer al Solo-Superia va guanyar nou carreres de les prop de 70 curses en què va participar.

#### 1966: Primera victòria en un Monument

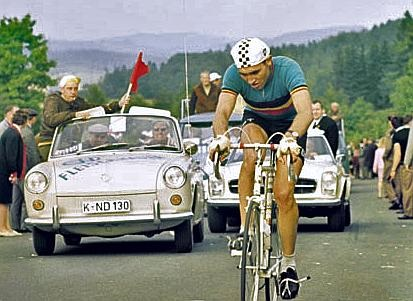
Merckx va acabar en la dotzena posició de la cursa masculina en carretera al Campionat del Món de carretera de 1966.

El març de 1966, Merckx va disputar la seva primera gran cursa per etapes com a ciclista professional, la París-Niça. Va liderar la cursa durant una etapa, abans de perdre'l en favor de Jacques Anquetil i finalitzar en la quarta posició general. La Milà-Sanremo, primera participació en un dels monuments de ciclisme, va ser la següent cursa disputada per Merckx. A la classicissima va aconseguir arribar en el grup principal a l'inici de l'ascensió final del Poggio. Va atacar en la pujada i va reduir el grup a només onze ciclistes, inclòs ell. En l'esprint final Merckx fou el més ràpid, per davant d'Adriano Durante i Herman van Springel. En les setmanes posteriors va competir al Tour de Flandes i la París-Roubaix, lès clàssiques de llambordes més importants. En la primera va caure i en la segona va punxar un pneumàtic. Al Campionat del Món de carretera de 1966 fou dotzè en la cursa en línia després de patir rampes en els primers quilòmetres. Va acabar la temporada de 1966 amb un total de 20 victòries, incloent la seva primera victòria en unca cursa per etapes, el Circuit de Morbihan.

#### 1967: Segona Milà-Sanremo consecutiva i campió del món

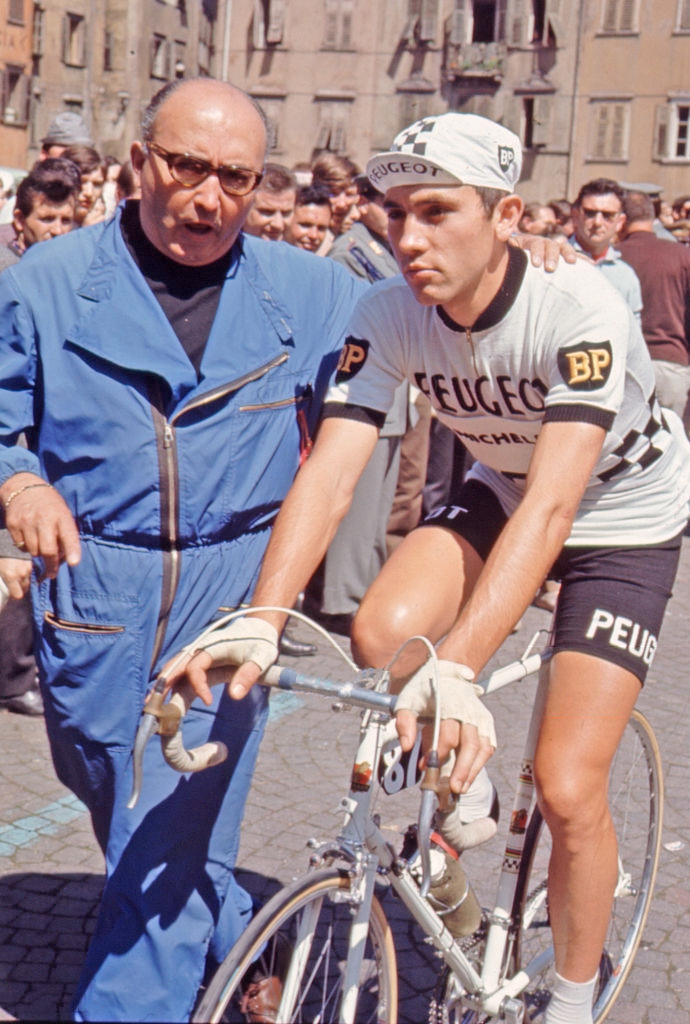
Al Giro d'Itàlia de 1967, Merckx va guanyar les seves primeres etapes en una Gran Volta, alhora que finalitzava en la novena posició final.

Merckx va obrir la temporada del 1967 amb dues victòries d'etapa al Giro de Sardenya. A aquests èxits els va seguir la participació a la París-Niça, on va guanyar la segona etapa i es va posar líder. Dues etapes després, el seu company d'equip, Tom Simpson, va atacar junt a d'altres ciclistes i va arribar gairebé 20 minuts per davant de Merckx. En la sisena etapa Merckx va atacar a 70 km a l'etapa. Va obrir una diferència important, però va rebre ordres d'equip perquè esperés a Simpson, que l'estava perseguint. Merckx va guanyar l'etapa, mentre Simpson va guanyar la general.
El 18 de març  Merckx va disputar la Milà-Sanremo, on era vist com a principal favorit per 120-1 per guanyar la cursa. Va atacar al capo Berta i al Poggio, deixant només a Gianni Motta amb ell, però en abaixar el ritme dos altres ciclistes se'ls van unir. En l'esprint final Merckx es va imposar als seus rivals. La següent victòria va arribar a la Fletxa Valona. El 20 de maig va començar el Giro d'Italia, la seva primera Gran Volta. Va guanyar la dotzena i la catorzena etapa i finalitzà novè a la classificació general.
El 2 de setembre va signar un contracte de deu anys pel Faema per valor de 400.000 francs belgues. Va escollir canviar d'equip per tenir el control total sobre l'equip pel qual corria. A més, no hauria de pagar diverses despeses derivades de les carreres com ara rodes i pneumàtics. L'endemà Merckx va disputar la cursa masculina en carretera al Campionat del Món de carretera de 1967 a Heerlen, Països Baixos. El recorregut consistia en deu voltes a un circuit. Motta va atacar a la primera volta i se li van unir Merckx i cinc ciclistes més. El grup es va reduir a cinc en arribar a la meta, on Merckx va superar a Jan Janssen per guanyar el campionat del món. En fer-ho, es va convertir en el tercer ciclista que guanyava els títols mundials d'aficionats i professionals de la cursa de carretera.

### 1968–1970: Faema

#### 1968: Primera victòria en una Gran Volta

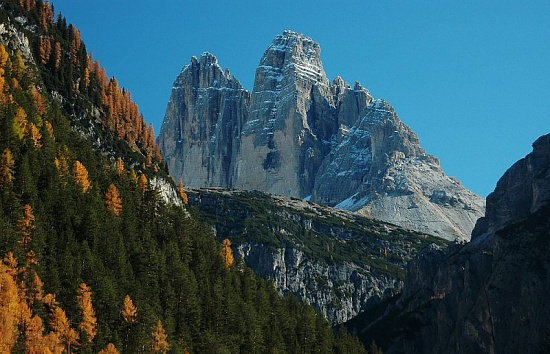
Durant la dotzena etapa del Giro d'Itàlia de 1968, Merckx va agafar el grup capdavanter, els va superar i va guanyar l'etapa en solitari a les Tre Cime di Lavaredo (a la foto). També es vestí de rosa.

La primera victòria de Merckx amb el seu nou equip es va produir en una etapa al Giro de Sardenya. A la París-Niça es va veure obligat a abandonar per culpa d'una lesió al genoll que va patir durant la cursa. No va aconseguir guanyar la tercera Milà-Sanremo consecutiva i es va perdre el Tour de Flandes el cap de setmana següent. La següent victòria va arribar a la París-Roubaix, on es imposar a Herman Van Springel en una cursa marcada pel mal temps i les nombroses punxades que van partir els ciclistes.
Liderant el seu nou equip, Merckx va córrer el Giro d’Itàlia enlloc del Tour de França. Va guanyar la segona etapa de la cursa després d'atacar a falta d'un quilòmetre per l'arribada. La dotzena etapa, amb final a les Tre Cime di Lavaredo, es va veure afectada per la pluja. En la penúltima ascensió Merckx tenia un grup de sis homes per davant amb un avantatge de nou minuts. Merckx va atacar i va poder reduir de manera notable les diferències entre ell i els escapats, abans d'aturar-se a canviar una roda. Un cop reparada l'avaria va reprendre l'ascensió, superant els escapats i arribant en solitari a meta, on va guanyar l'etapa i va passar a liderar la classificació general de la cursa. Merckx va guanyar la general, juntament amb la classificació per punts i la de la muntanya. A la Volta a Catalunya va guanyar dues etapes i la classificació general. Va finalitzar la temporada amb 32 victòries en les 129 carreres que va disputar.

#### 1969: victòria a París i lesió a Blois
Merckx va obrir la temporada de 1969 amb victòries a la general de la Volta a Llevant i la París-Niça. El 30 de març de 1969 va obtenir la primera gran victòria de la temporada en guanyar al Tour de Flandes. En un dia plujós i amb forts vents, va atacar primer a l'Oude Kwaremont, però una punxada va anul·lar l'avantatge obtingut. Ho va intentar novament al Kapelmuur, on fou seguit per uns pocs ciclistes. Quan el vent passà de ser lateral a ser contrari, amb prop de setenta quilòmetres pel final, Merckx augmentà el ritme per dirigir-se en solitari cap a la victòria. En els disset dies posteriors al Tour de Flandes Merckx va guanyar nou curses. Va guanyar la Milà-Sanremo baixant el Poggio a gran velocitat. A mitjans d'abril va guanyar la Lieja-Bastogne-Lieja, una cursa en la què va atacar a setanta quilòmetres de l'arribada i sota la pluja.
El 16 de maig va començar a disputar el Giro d'Itàlia, amb la intenció de dosificar-se per poder disputar amb plenes garanties el posterior Tour de França. En arribar a la dissetena etapa liderava la general i havia guanyat quatre de les etapes, però aquell dia, abans del començament l'etapa, el director del Giro Vincenzo Torriani, juntament amb una càmera de televisió i dos periodistes, van entrar a l'habitació de l'hotel on s'estava Merckx per informar-lo que havia fallat en un control antidopatge i seria desqualificat de la cursa, a més de ser suspès durant un mes. El 14 de juny, l'òrgan de govern del ciclisme, el FICP, va anul·lar la suspensió d'un mes i el va exculpar en "benefici del dubte".
Abans de començar el Tour, Merckx havia dedicat una gran part del seu temps a descansar i entrenar, competint només cinc dies. Merckx va guanyar la sisena etapa del Tour atacant abans de la darrera pujada, el Ballon d'Alsace, i després superant aquells que l'havien aconseguit seguir inicialment. Durant la dissetena etapa, Merckx atacà en l'ascensió al Tourmalet, que passà en solitari amb 45 segons sobre els perseguidors.Tot i les ordres perquè esperés al grup perseguidor, no ho va fer i va coronar en solitari el Coll de Soulor i l'Aubisque, amb gairebé vuit minuts d'avantatge. Quan faltaven prop de cinquanta quilòmetres per acabar, Merckx va començar a patir hipoglucèmia i acabà l'etapa amb un dolor intens. En acabar l'etapa, Merckx va dir als periodistes "Espero haver fet prou ara perquè em considereu un guanyador digne". Merckx va dominar el Tour, amb sis victòries d'etapa, la classificació general, la classificació per punts, de la muntanya, la combinada i la combativitat.
La posterior cursa que disputà fou la París-Luxemburg, una cursa de dos dies, que guanyà amb una nova exhibició, tot remuntant en solitari per superar a Jacques Anquetil i Felice Gimondi.

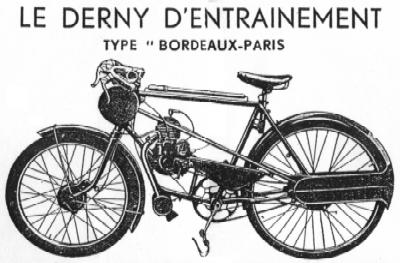
Fernand Wambst, considerat un gran conductor de derny, acordà marcar el ritme de Merckx en les proves d'òmnium a Blois.

El 9 de setembre va participar en una prova d'òmnium rere derny al velòdrom de Blois. Fernand Wambst va ser l'encarregat de marca el ritme a Merckx. Després de guanyar el primer esprint intermedi de la primera ronda, Wambst va optar per disminuir el ritme per quedar-se a la part posterior de la cursa, tot i que Merckx volia mantenir-se al davant per por d'un accident. Wambst volia que Merckx oferís el màxim d'espectacle possible. El duo va augmentar la velocitat i va començar a superar la resta de rivals, però quan passaren als primers classificats, el derny capdavanter va perdre el control i es va estavellar contra la paret, fent caure amb ell a Wambst i Merckx.
Wambst va morir a causa d'una fractura del crani quan el transportaven a un hospital. Merckx va quedar inconscient durant 45 minuts i es va despertar al quiròfan. Havia patit una commoció cerebral, la pelvis desplaçada, així com diversos talls i contusions entre d'altres lesions, i es va veure obligat a estar-se una setmana a l'hospital abans de tornar a Bèlgica. Va passar sis setmanes al llit abans de començar de nou a córrer, ja a l'octubre. Posteriorment va declarar que "mai va tornar a ser el mateix" després de l'accident, veient-se obligat a ajustar constantment el seient durant les carreres per alleujar el dolor. Aquesta temporada la va tancar el 26 d'octubre per mirar de recuperar-se.

#### 1970: Doblet Giro-Tour
Merckx va començar la temporada de 1970 amb una lleu tendinitis al genoll. La primera gran victòria va arribar a la París-Niça, on va guanyar la classificació general i tres etapes.  L'1 d'abril va guanyar la Gant-Wevelgem, seguit de la Volta a Bèlgica i la París-Roubaix. A la París-Roubaix va atacar a trenta-un quilòmetres de meta i va guanyar amb cinc minuts i vint-i-un segons, el marge més gran de la història de la cursa. El cap de setmana següent, Merckx va intentar ajudar a guanyar la Fletxa Valona al seu company d'equip Joseph Bruyère, però Bruyère no va poder seguir el ritme dels ciclistes capdavanters i fou Merckx el vencedor de la cursa.

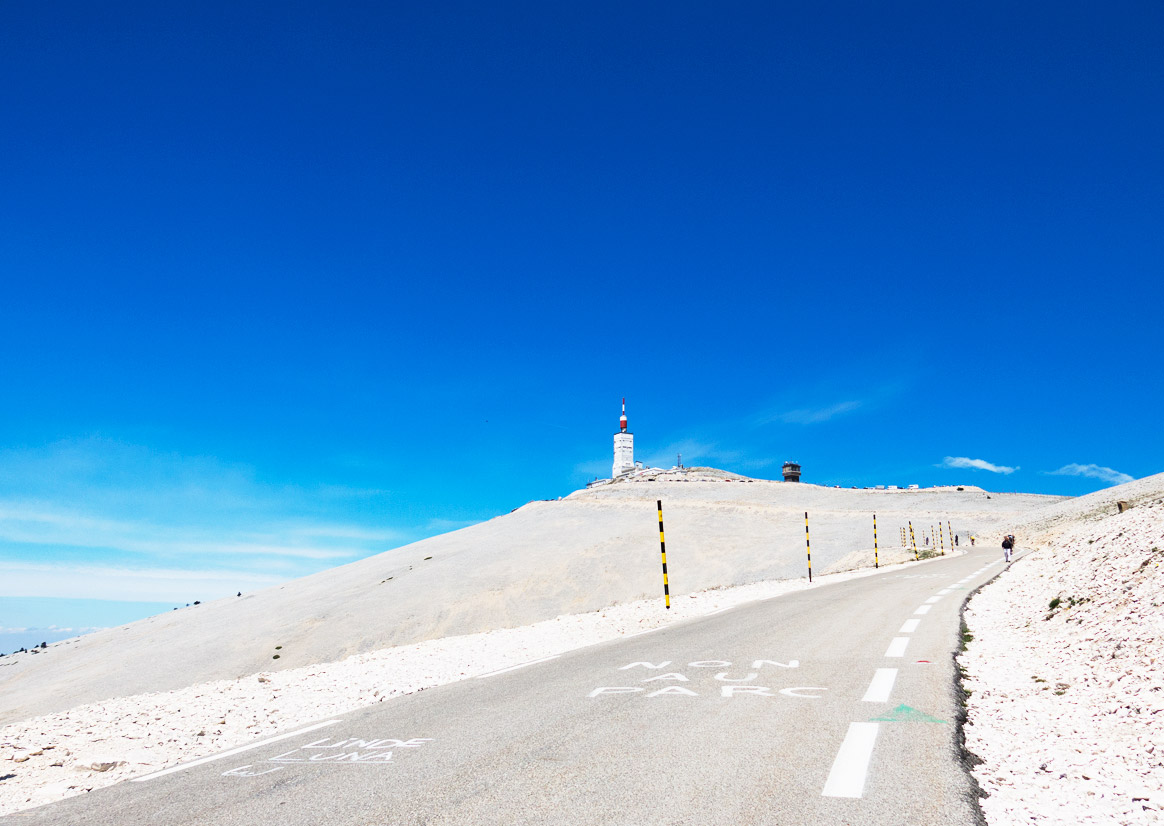
Després de guanyar la catorzena etapa al cim del Mont Ventoux durant el Tour de França de 1970, Merckx va haver de rebre oxigen.

Després de l'escàndol al Giro d'Itàlia de l'any anterior, Merckx no estava disposat a tornar a la cursa el 1970. La seva participació depenia de que tots els controls antidopatge fossin enviats a un laboratori de Roma per ser analitzats, en lloc de fer-ho a l'arribada, com l'any anterior. Finalment hi va prendre part i ja en la segona etapa aconseguí la victòria. Dies més tard va ressentir-se dels genoll, adolorit per dues caigudes. En l'etapa amb final a Brentonico va atacar en la pujada final per guanyar l'etapa i vestir-se de rosa. Va guanyar la contrarellotge individual de la novena etapa amb gairebé dos minuts sobre el segon classificat, consolidant d'aquesta manera el liderat.  No va guanyar cap altra etapa, però sí va ampliar la diferència amb els perseguidors.
Abans de començar el Tour, Merckx es proclamà campió nacional de ciclisme en ruta. Merckx va guanyar el pròleg inicial del Tour però en la segona etapa va perdre el liderat. En la sisena etapa recuperà el liderat, en guanyar l'etapa després d'una escapada junt a Lucien Van Impe. Va guanyar la contrarellotge individual de la novena etapa, així com la desena, primera etapa de muntanya de la cursa, ampliant la diferència al capdavant de la classificació general a més de cinc minuts. Merckx encara guanyaria cinc etapes més, inclosa la que va finaltzar al cim del Mont Ventoux, on a la fi va haver de rebre oxigen. Finalment va guanyar el Tour amb més de dotze minuts sobre el segon classificat, va guanyar vuit etapes i les classificacions de la muntanya i la combinada. Les vuit victòries d'etapa van igualar el rècord anterior de victòries d'etapa en un sol Tour de França.  Merckx també es va convertir en el tercer ciclista en guanyar el Giro i el Tour el mateix any natural.

### 1971–1976: Molteni

#### 1971: un tercer Tour consecutiu i un segon campionat del món

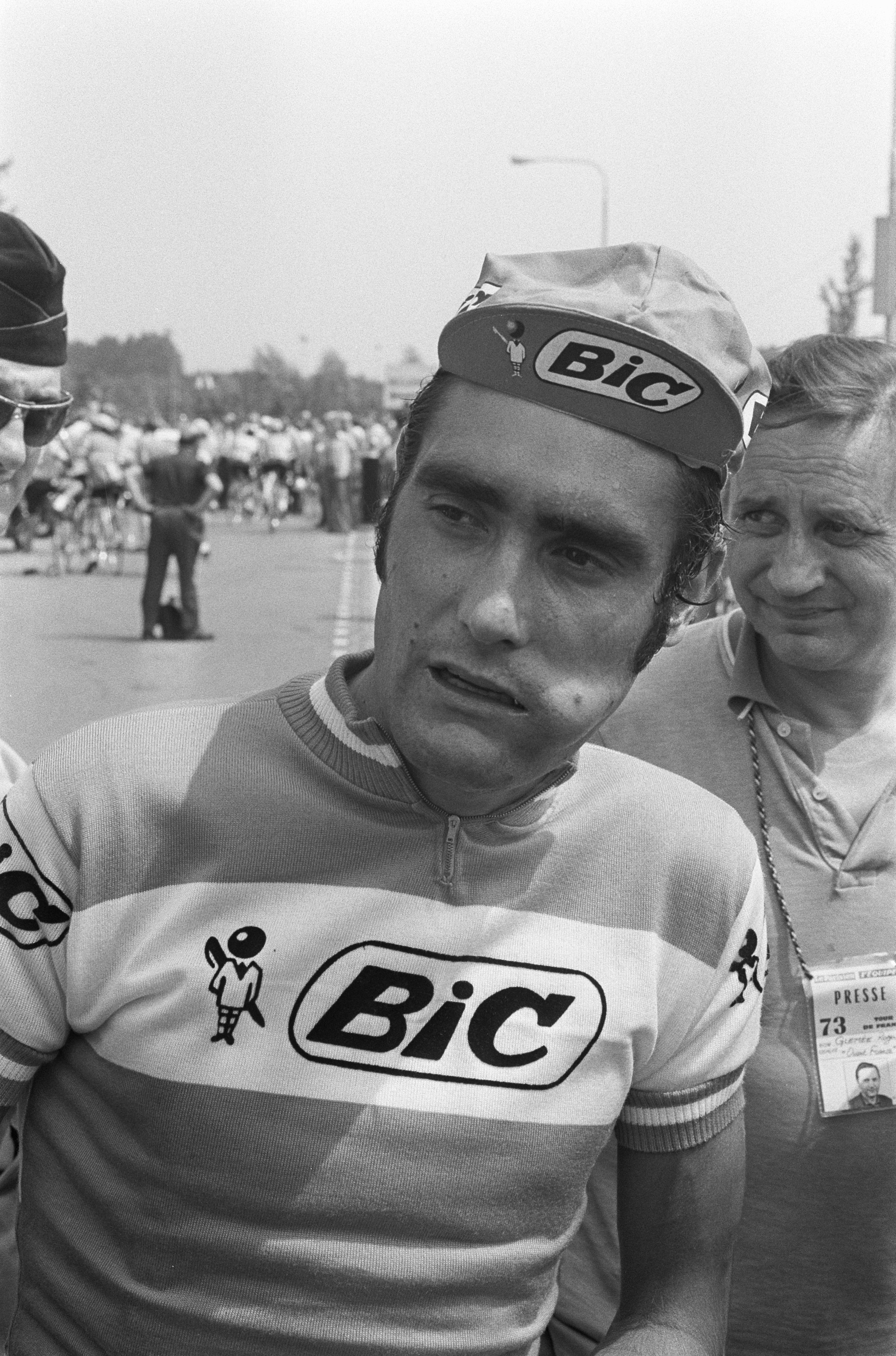
L'espanyol Luis Ocaña (a la foto del Tour de França de 1973) va ser un dels principals rivals de Merckx durant el Tour de França de 1971.

L'equip Faema va plegar al final de la temporada de 1970 i va fer que Merckx i diversos dels seus companys fitxessin per un altre equip italià, el Molteni. La primera gran victòria de Merckx fou al Giro de Sardenya. Va continuar amb la tercera victòria consecutiva a la París-Niça, una carrera que va liderar de cap a fi. A la Milà-San Remo va atacar al Poggio per guanyar la quarta edició de la cursa. Sis dies després va guanyar l'Omloop Het Volk.
Després de tornar a guanyar la Volta a Bèlgica Merckx va competir a les principals clàssiques de primavera. Al Tour de Flandes els seus rivals van col·laborar per evitar que guanyés. Una setmana més tard, va patir cinc punxades durant la París-Roubaix. La Lieja-Bastogne-Lieja es va disputar sota dures condicions de fred i pluja. Després d'atacar a noranta quilòmetres de meta, Merckx va superar els escapats. A manca de tres quilòmetres fou atrapat per Georges Pintens, però en l'esprint final Merckx s'imposà. En aquesta ocasió va decidir no participar al Giro d'Itàlia i per tal de preparar el Tour va disputar i guanyar el Gran Premi del Midi Libre i el Critèrium del Dauphiné.

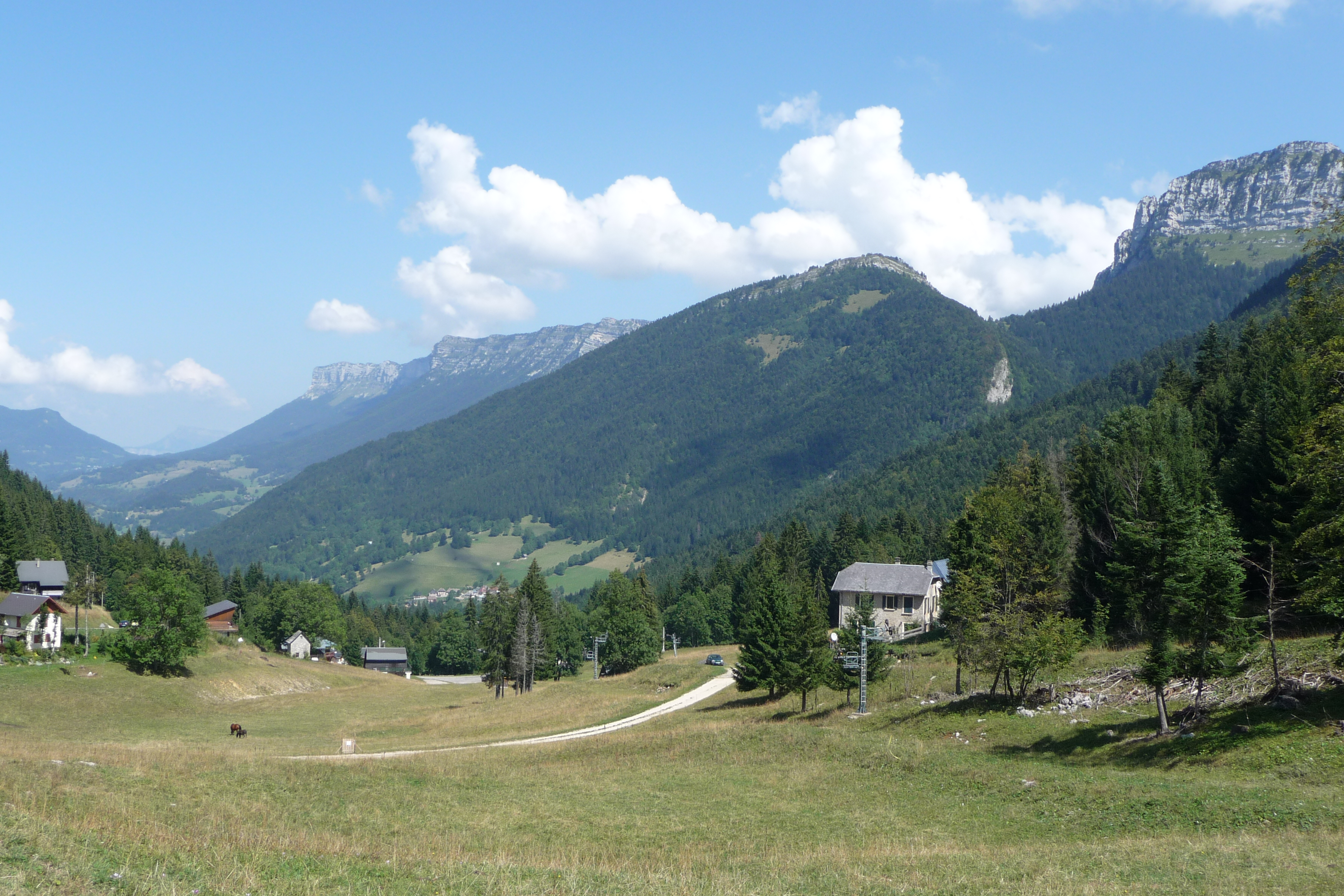
Mentre baixava el Coll de Cucheron, durant la novena etapa del Tour de França de 1971, Merckx va patir una punxada. En veure això, els seus rivals van atacar i van acabar guanyant 1'30" a Merckx.

El Tour de França va començar amb un pròleg en format de contrarellotge per equips, guanyada pel Molteni de Merckx, el qual es vestí de groc. La segona etapa estava dividida en tres sectors. Merckx va perdre el liderat després del segon sector, però el va recuperar després del tercer gràcies a les bonificacions. Durant la segona etapa Merckx va formar part d'una escapada en què hi havia els principals favorits a la victòria final, i que arribà nou minuts per davant del gran grup. Després d'una setmana de cursa, Merckx liderava la cursa amb un minut sobre els principals perseguidors. Durant la novena etapa, en el descens del coll de Cucheron, Merckx va punxar, i això fou aprofitat per Joop Zoetemelk, Luis Ocaña, Bernard Thévenet i Gösta Pettersson per atacar. El quartet va acabar un minut i mig per davant de Merckx, donant a Zoetemelk el liderat. L'endemà Merckx va perdre vuit minuts contra Ocaña, en una pèssima etapa, per culpa de forts dolors estomacals i una indigestió. En l'onzena etapa Merckx va recuperar dos minuts a Ocaña. En la primera etapa dels Pirineus, amb final a Luchon, una forta tempesta va disminuir greument la visió. En la baixada del coll de Menté van caure diversos ciclistes, sent el més perjudicat Ocaña, que es va veure obligat a abandonar. L'endemà Merckx es va negar a portar el mallot groc com a mostra de respecte vers Ocaña. Finalment Merckx va guanyar la general i les classificacions per punts i de la combinada.
Set setmanes després del Tour va participar en la cursa en línia del Campionat del món en ruta que es va celebrar a Mendrisio, Suïssa. El recorregut era força accidentat i constava de diversos circuits. Merckx formava part d'una escapada de cinc homes quan tan sols faltaven cinc voltes per acabar. Després d'atacar a manca de dues voltes, Merckx i Gimondi van arribar a la meta, on Merckx s'imposà per quatre llargs de bicicleta. Va tancar la temporada de 1971 amb la primera victòria a la Volta a Llombardia. Aquesta victòria significava que Merckx havia guanyat els cinc Monuments. Durant la temporada hivernal va ser atès per un metge de la pelvis.

#### 1972: Bat el rècord de l'hora i un nou doblet Giro-Tour

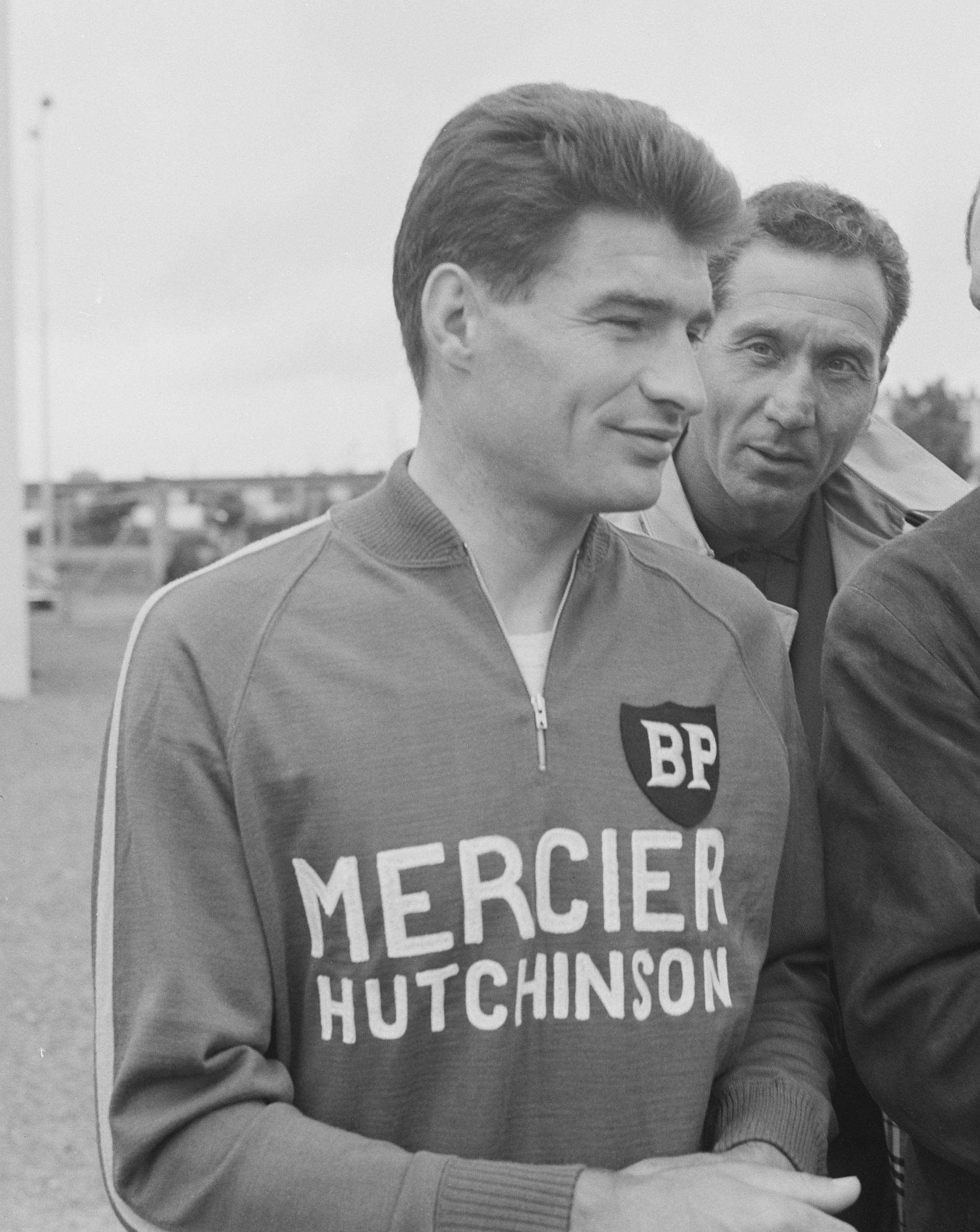
Raymond Poulidor (a la foto al Tour de França de 1966) va guanyar la París- Niça després de prendre el lideratge a Merckx en una contrarellotge individual el darrer dia de cursa.

Una temporada hivernal més fluixa que en anys anteriors, amb la disputa de menys curses en pista, va fer que Merckx iniciés la temporada de 1972 amb menys bona forma física. A la París-Niça, durant la disputa de l'esprint de la segona etapa, va patir una caiguda que el va dur a l'hospital, on els metges van desaconsellar que continués competint. En contra d'aquestes opinions va seguir competint i va liderar la cursa fins a la darrera etapa, quan, en una contrarellotge individual fins al Coll d'Esa, Raymond Poulidor li va recuperar el temps perdut per guanyar la general amb 6 segons sobre Merckx. Només dos dies després va guanyar la seva cinquena Milà-Sanremo en atacar en el descens del Poggio.
A la París-Roubaix va tornar a caure, empitjorant la lesió que va patir a la París-Niça. Va guanyar Lieja-Bastogne-Lieja fent un moviment en solitari a quaranta-sis quilòmetres de l'arribada. Tres dies després, a la Fletxa Valona, Merckx va guanyar a l'esprint, tot i una avaria en el seu canvi de marxa que el va obligar a disputar l'esprint amb una marxa més gran del què tocava. Amb aquesta victòria es convertia en el tercer ciclista que guanyava la Fletxa Valona i la Lieja-Bastogne-Lieja la mateixa setmana.
Tot i rebre una important oferta econòmica per part dels organitzadors perquè participés a la Volta a Espanya, va optar per fer-ho al Giro d'Itàlia. Merckx va perdre més de dos minuts i mig davant l'escalador espanyol José Manuel Fuente a la quarta etapa, amb final al Blockhaus. A la setena etapa, Fuente havia atacat durant la primera pujada del dia, el Valico di Monte Scuro, però una forta crisi en els darrers metres de la pujada van fer que Merckx i Pettersson el superessin. Pettersson guanyà l'etapa i Merckx, que va treure més de quatre minuts a Fuente, passà a ser el nou líder de la cursa. La diferència entre Merckx i Fuente es va ampliar en etapes posteriors, tot i que en l'etapa amb final al Pas de l'Stelvio va perdre dos minuts contra Fuente per problemes estomacals. Finalment aconseguí la seva tercera victòria al Giro d'Itàlia.
El Tour de França va començar amb una gran expectació per la previsible lluita entre Merckx i Luis Ocaña. Va guanyar el pròleg inaugural i poc a poc va ampliar el seu avantatge sobre la resta de candidats a la classificació general, excepte Ocaña, en almenys tres minuts. En arribar la cursa als Pirineus, Merckx gaudia de cinquanta-un segons sobre Ocaña. Durant la setena etapa els favorits de la classificació general anaven junts ascendit el coll d'Aubisque. Ocaña va punxar, cosa que va aprofitada per la resta de ciclistes per atacar. En el descens Ocaña va patir una caiguda que li va fer perdre gairebé dos minuts respecte a Merckx. Merckx va ser criticat per haver atacat mentre Ocaña tenia un problema, però Merckx va respondre que l'any anterior Ocaña havia fet el mateix mentre la cursa era als Alps. Merckx va guanyar la següent etapa, recuperant el mallot groc que havia perdut després de la quarta etapa. Aquest mallot ja no el va abandonar fins a París, completant d'aquesta manera el seu segon doblet Giro-Tours.

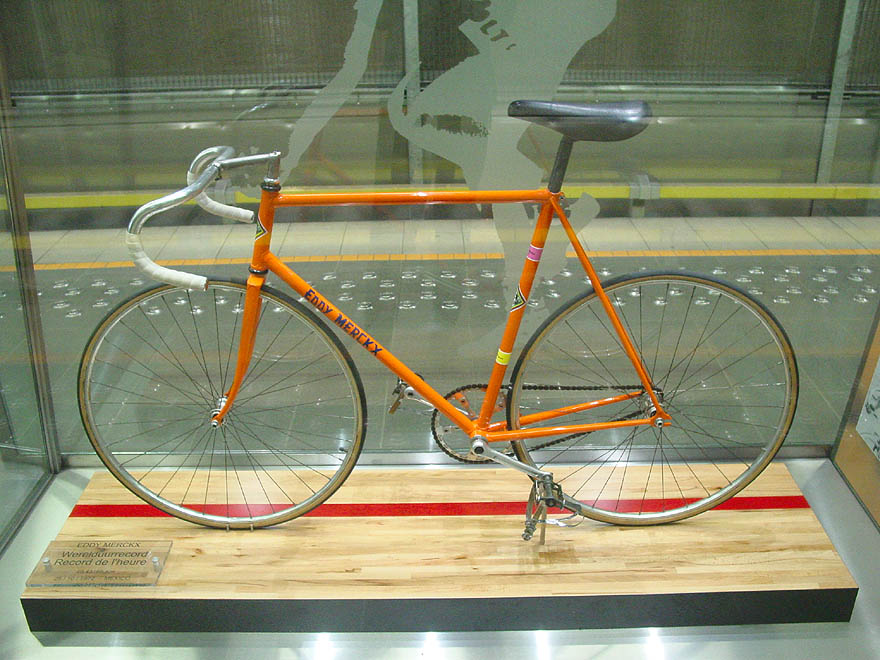
Ernesto Colnago va dissenyar la bicicleta que Merckx va utilitzar (a la foto) durant el seu intent de rècord de l'hora per a ser similar a la bicicleta emprava Merckx en pista. La bicicleta pesava 5,9 quilograms.

Després d’haver planejat inicialment intentar batre el rècord de l'hora a l’agost, va decidir intentar-ho a l’octubre després d'un parèntesi de deu dies en les curses de critèrium per recuperar-se i preparar-se. L'intent va tenir lloc el 25 d'octubre a Ciutat de Mèxic, a la pista Agustin Melgar. Va escollir Ciutat de Mèxic per la seva elevada altitud, cosa que proporciona una menor resistència de l'aire. Va arribar a Mèxic el dia 21 per preparar-se per al seu intent, però la pluja li va fer perdre dos dies. L'intent va començar a les 8:46, hora local. Va córrer els primers deu quilòmetres vint-i-vuit segons més ràpid que el ritme rècord. Tot i això, Merckx va començar massa ràpid i poc a poc va perdre el ritme. Finalment es va poder recuperar i va acabar l'hora amb 49.431 km recorreguts, cosa que suposava batre el rècord del món. Després d'una sèrie de modificacions en la normativa d'intent d'aquest rècord per part de la Unió Ciclista Internacional, que invalidaven les millores de Francesco Moser, Graeme Obree, Chris Boardman, Miguel Indurain i Tony Rominger, el rècord de Merckx fou vigent fins al 2000, quan fou batut per Chris Boardman.

#### 1973: Doblet Giro-Vuelta
Una malaltia va impedir que Merckx participés a la Milà-Sanremo. Un cop va començar a córrer, en dinou dies va guanyar quatre clàssiques, entre elles l'Omloop Het Volk, la Lieja-Bastogne-Lieja i la París-Roubaix. Va decidir disputar per primera vegada la Volta a Espanya i posteriorment el Giro, en detriment del Tour de França. A la Volta a Espanya, tot i els esforços d'Ocaña per evitar-ho, Merckx va guanyar fins a sis etapes, la classificació per punts, la combinada i la general en la seva única participació en aquesta cursa.
Quatre dies després de finalitzar la Vuelta va iniciar el Giro d'Itàlia. Va dominar la cursa de cap a fi, liderant-la des de la primera etapa, que guanyà conjuntament amb Roger Swerts. El principal rival per guanyar la general, Fuente, va perdre molt de temps durant la segona etapa, també guanyada per Merckx. Finalment guanyà fins a sis etapes i deixà al segon classificat, Felice Gimondi, a gairebé vuit minuts. La fita de liderar la cursa de cap a fi sols havia estat aconseguit anteriorment per Alfredo Binda i Costante Girardengo. També fou el primer ciclista en guanyar el Giro i la Vuelta el mateix any natural.

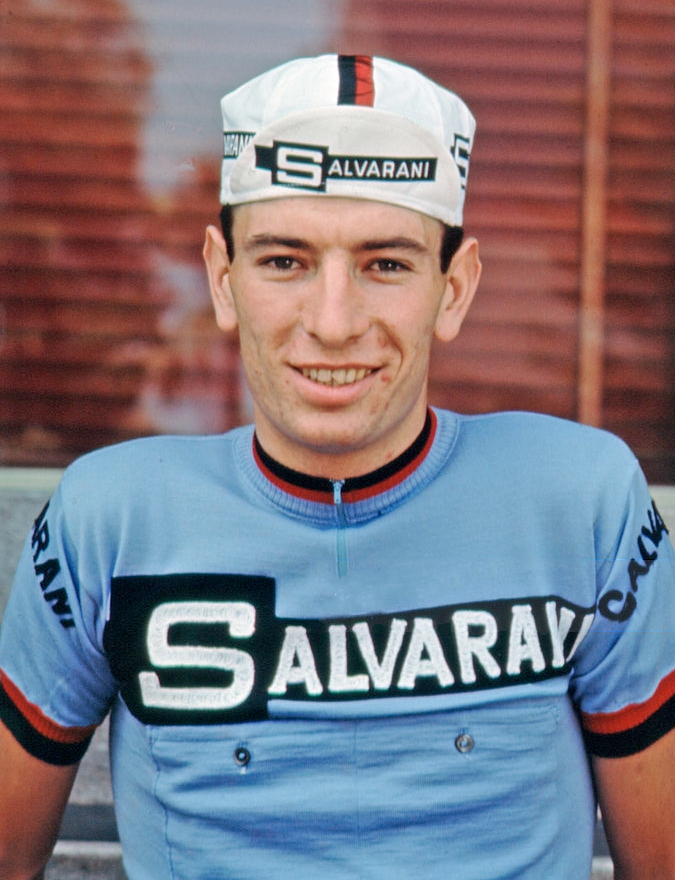
Felice Gimondi (a la foto el 1966) va guanyar la cursa masculina al Campionat del Món en ruta de 1973 per davant de Merckx, que no va poder disputar l'esprint final.

El Campionat del Món en ruta de 1973 es va disputar al circuit de Montjuic de Barcelona. Durant la cursa Merckx va atacar quan encara faltaven cent quilòmetres pel final. L'atac va ser seguit per Freddy Maertens, Gimondi i Ocaña. Merckx va tornar a atacar en la darrera volta, però no va poder escapolir-se i en l'esprint quedà en quarta posició. La victòria fou per a Gimondi en primer lloc. Abans d'acabar la temporada encara va tenir temps per guanyar la seva primera París-Brussel·les i el Gran Premi de les Nacions. També va guanyar dues etapes de l'À travers Lausanne i la Volta a Llombardia, però un positiu per dopatge va fer que fos desqualificat. Va tancar la temporada amb més de cinquanta victòries al sarró.

#### 1974: La Triple Corona de ciclisme
A la temporada de 1974 Merckx no va guanyar cap clàssica de la primavera per primera vegada en la seva carrera, en part degut a diverses malalties durant els primers mesos de l'any. Una pneumònia el va obligar a estar aturat durant un mes i arribar al Giro d'Itàlia just de forma. Va perdre temps en les primeres etapes de la cursa contra Fuente, que va guanyar les dues primeres etapes de muntanya de la cursa. Merckx va començar a recuperar temps a Fuente en la 13a etapa, l'única contrarellotge de la carrera. Fou però, en la 14a etapa, disputada sota unes complicades condicions atmosfèriques, on la cursa va fer un gir radical. Merckx va atacar amb més de dos-cents quilòmetres per davant i Fuente acabà perdent deu minuts respecte Merckx, que es va convertir en el nou líder de la cursa. En la vintena etapa, amb final als Tre Cime di Lavaredo. Fuente i Gianbattista Baronchelli van atacar, mentre Merckx no els va poder seguir. Salvà el liderat amb Baronchelli per tan sols dotze segons. En les darreres etapes va mantenir aquest mínim avantatge per guanyar el seu cinquè Giro d'Itàlia. Amb cinc victòries igualà la xifra de Giros guanyats dels històrics Alfredo Binda i Fausto Coppi.
Tres dies després de la seva victòria al Giro va començar la Volta a Suïssa. Va guanyar el pròleg inicial i va córrer de forma conservadora durant la resta de la cursa. La victòria en la darrera etapa, una contrarellotge individual, va servir per segellar la victòria final. A la fi de la cursa, el 22 de juny, va passar pel quiròfan per extreure's un quist sebaci. Cinc dies després de la cirurgia començava el Tour de França i la ferida no estava del tot cicatritzada, cosa que va fer que sagnés durant tota la cursa.
Al Tour, Merckx va guanyar el pròleg inicial i va rebre el primer maillot jaune del líder de la cursa. L'endemà el va perdre en favor del seu company d'equip Joseph Bruyère. En la setena etapa, que va guanyar, va recuperar el liderat. Va ampliar les diferències respecte a Poulidor, el seu principal rival, en l'etapa del Coll del Galibier, a qui va deixar a més de cinc minuts en la classificació general. Va ampliar les diferències respecte la resta de rivals, alhora que guanyà fins a vuit etapes, per acabar imposant-se a París en el seu cinquè Tour de França, igualant el rècord d'Anquetil.

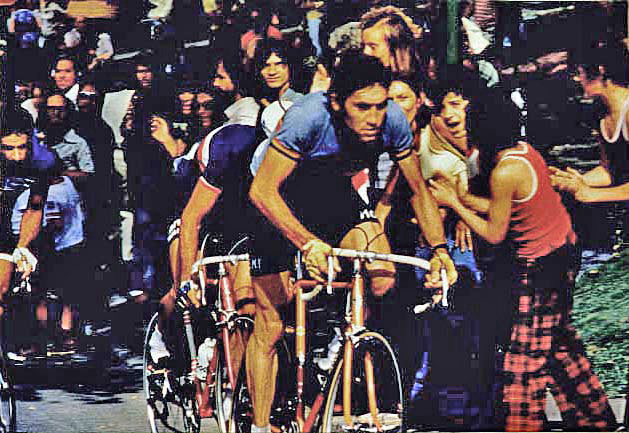
Amb la victòria al Campionat del Món en ruta de 1974 i les victòries al Giro i Tour, Merckx es va convertir en el primer ciclista en guanyar la Triple Corona del Ciclisme.

Al Campionat del Món en ruta de 1974 el recorregut constava de vint-i-una voltes a un circuit que contenia dues ascensions. Merckx i Poulidor van atacar a falta de set quilòmetres per acabar, després de neutralitzar la principal escapada. Ambdós es van presentar a la línia d'arribada on Merckx va guanyar l'esprint, establint una dos segons entre ell i Poulidor. Amb aquest triomf es va convertir en el primer ciclista a guanyar la Triple Corona del Ciclisme, que consisteix a guanyar el Tour de França, el Giro d'Itàlia i la cursa en ruta al Campionat del Món en un any natural.  També va ser el seu tercer títol mundial, convertint-se en el tercer ciclista en ser campió del món tres vegades, després de Binda i Rik Van Steenbergen.

#### 1975: Segon lloc al Tour
Amb victòries a la Milà-Sanremo i l'Amstel Gold Race, Merckx va obrir la temporada 1975 en bona forma, guanyant també la Setmana Catalana de Ciclisme. En aquesta darrera cursa va perdre el seu gregari Bruyère per una fractura a la cama. Dos dies després de la Setmana Catalana, Merckx va participar al Tour de Flandes.  Va atacar a manca de vuitanta quilòmetres per acabar, i només Frans Verbeeck el va poder seguir en un primer moment, tot i que finalment es despenjà per deixar-li en safata la tercera victòria final al Tour de Flandes. A la París-Roubaix va patir una punxada quan quedaven uns vuitanta quilòmetres i formava part d'un grup de quatre líders.  Després de perseguir durant uns tres quilòmetres els va aconseguir agafar i entraren junts al velòdrom, on Roger de Vlaeminck s'imposà a l'esprint. Merckx va guanyar la seva cinquena Lieja-Bastogne-Lieja atacant diverses vegades a la part finals de la cursa.
L’actitud de Merckx durant les curses havia canviat: els ciclistes esperaven que fos ell qui neutralitzés els atacs, cosa que el feia enfadar. Això fou destacat al Tour de Romandia, quan anant junt al líder de la cursa, Zoetemelk, es va produir un atac. Merckx es va negar a neutralitzar l'atac i ambdós van perdre catorze minuts. Merckx va agafar un refredat i, més tard, una tonsilitis mentre corria les clàssiques de primavera. Això va fer que hagués de renunciar a participar al Giro d'Itàlia. Va córrer el Dauphiné Libéré, on no va estar al nivell de Thevenet, que va guanyar la cursa.  A Volta a Suïssa el vencedor final fou De Vlaeminck, mentre Merckx va acabar segon.

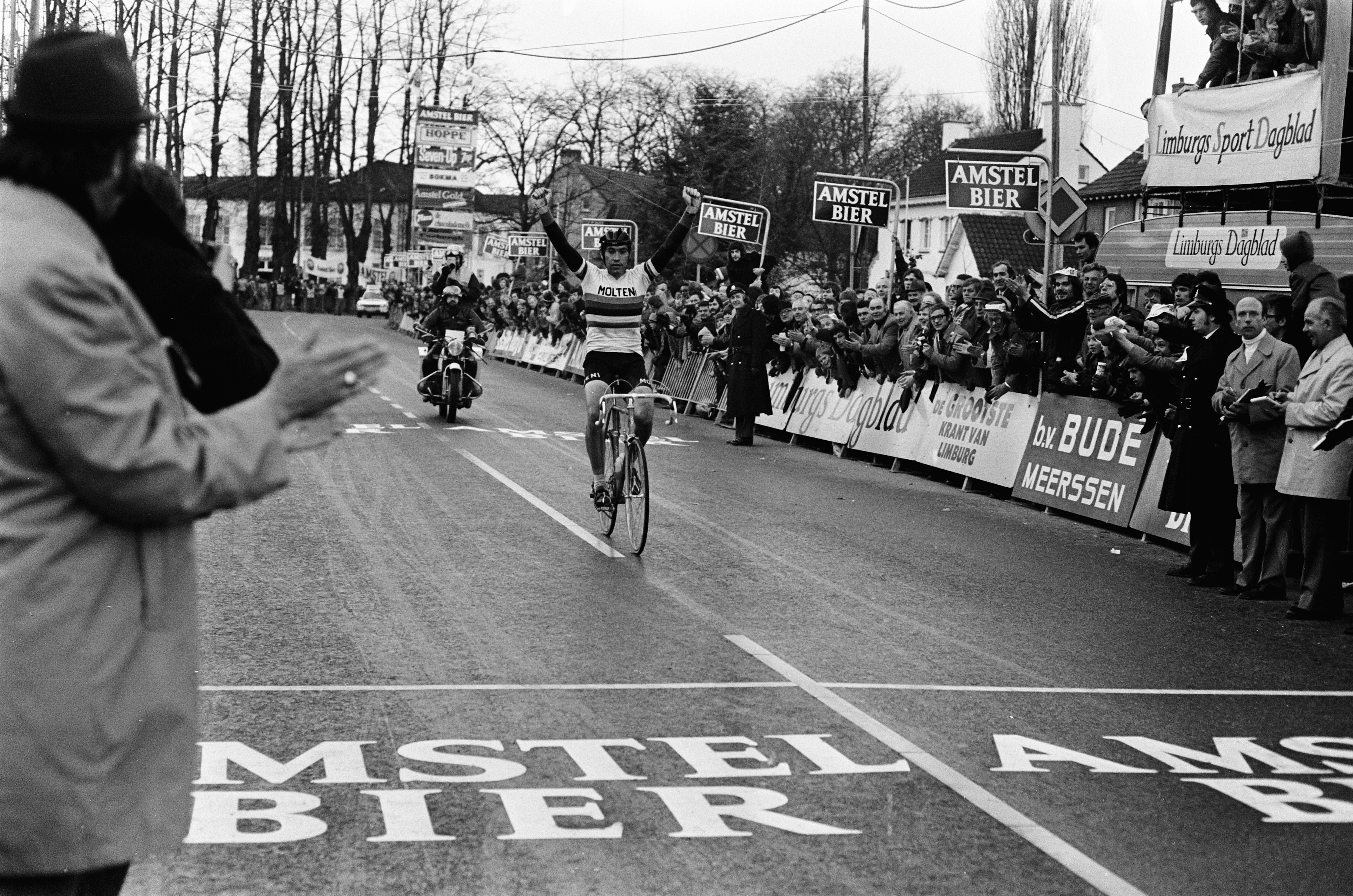
Merckx creua la línia de meta per guanyar l'Amstel Gold Race 1975.

Va quedar segon al pròleg del Tour de França. L'etapa amb doble sector de l'endemà va servir a Merckx per guanyar temps respecte a Thevenet, atacant junt a Francesco Moser, Lucien Van Impe i Joop Zoetemelk, al matí; i a la tarda en guanyar-lo respecte a Zoetemelk. Va guanyar la contrarellotge individual de la sisena etapa, ampliant les diferències respecte a Thevenet i Zoetemelk. També va guanyar la següent contrarellotge a Auch. Durant l’onzena etapa, amb final a Saint-Lary-Soulan, el seu 'equip va marcar el ritme des de bon començament del dia, però en la darrera ascensió Merckx es va trobar sol perquè havia cremat a tots els seus companys d'equip. En aquesta ascensió van atacar Zoetemelk i Thevenet, als quals no va poder seguir Merckx, que va acabar perdent més de dos minuts. Després de l'etapa Merckx va decidir vigiliar més a Thevenet i prepara-se per atacar al Puy de Dôme.
Mentre pujaven al Puy de Dôme, Thevenet i Van Impe van atacar. Merckx va seguir al seu ritme i va mantenir els dos ciclistes a menys de cent metres. Quan tan sols faltaven uns 150 metres per acabar, Merckx es va preparar per esprintar, però va rebre un cop de puny a l'esquena per part d'un espectador, Nello Breton. Va creuar la línia a trenta-quatre segons de Thevenet i va procedir a vomitar després de recuperar l'alè. El cop de puny li va deixar una gran contusió. Durant el dia de descans se li va diagnosticar que tenia el fetge inflamat per la qual cosa se li van receptar anticoagulants.
L'etapa següent al dia de descans comptava amb cinc ports de muntanya. Merckx va sentir dolor en la tercera ascensió a la zona del cop i un company seu li va aconseguir un analgèsic. Thevenet va atacar diverses vegades en l'ascensió al coll des Champs, que Merckx va contrarestar. En el descens fou Merckx el que va atacar. A l'inici de la següent ascensió, el Coll d'Alòs, Merckx va fer marcar el ritme als seus companys d'equip i es va distanciar dels seus rivals abans de començar l'ascensió final, Pra-Loup. Durant l'ascensió Merckx va entrar en crisi i Thevenet primer i després Gimondi, Van Impe i Zoetemelk el van superar. Merckx que va acabar cinquè, perdent gairebé dos minuts i el liderat.  L'endemà Merckx va perdre dos minuts més contra Thevenet, que va atacar al coll d'Izoard. Finalment acabà la cursa en segona posició, primera vegada que perdia un Tour en les seves sis participacions.

#### 1976: Setena victòria a la Milà-Sanremo
Va obrir la seva temporada del 1976 amb la setena victòria a la Milà-Sanremo. El va seguir amb una victòria a la Setmana Catalana, però va patir un accident durant l'etapa final quan la bossa d'un espectador se li va enganxar al manillar i es va fer mal al colze. Aquesta lesió va afectar la seva actuació durant tota la temporada de clàssiques de primavera.  Va participar al Giro d'Itàlia, però per primera vegada en la seva carrera no va guanyar cap etapa, acabant la cursa en la vuitena posició final.  A la conclusió del Giro va anunciar que ell i el seu equip, el Molteni, no participarien al Tour de França. Al Campionat del Món de ciclisme va acabar en cinquena posició. Va acabar la temporada a l'octubre i per primera vegada des del 1968 no va guanyar el Super Prestige Pernod International. A la fi de la temporada el Molteni va posar punt-i-final al patrocini de l'equip.

### 1977-1978: Fiat France i C&A

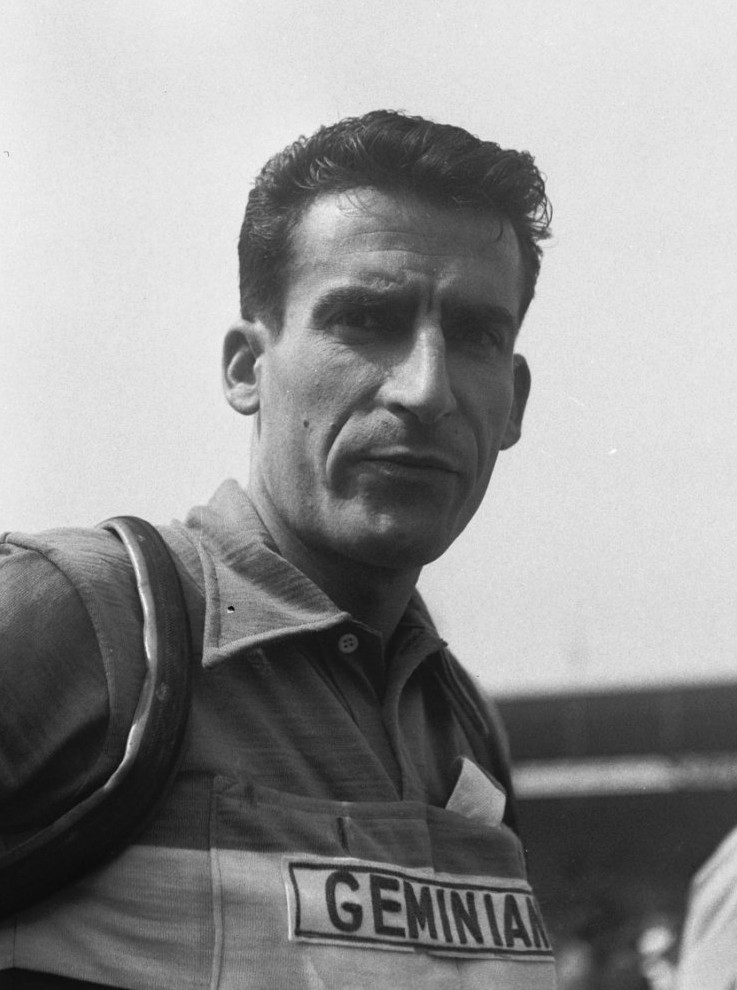
Raphaël Géminiani (fotografiat al Tour de França de 1954) passà a ser el nou director de l'equip de Merckx per a la temporada 1977.

Fiat France es va convertir en el nou patrocinador de l'equip de Merckx i Raphaël Géminiani el nou mànager. Va obtenir les primeres victòries de la temporada al Gran Premi d'Aix i al Tour Méditerranéen. Merckx va acordar fer una temporada de primavera lleugera per tal de mirar d'aconseguir la seva sisena victòria al Tour. Va guanyar una etapa a la París-Niça, però va haver de retirar-se per culpa d'una sinusitis. No va guanyar cap clàssica de primavera, sent el millor resultat la sisena posició obtinguda a la Lieja-Bastogne-Lieja. Abans del Tour va disputar el Dauphiné Libéré i la Volta a Suïssa, on guanyà una etapa.
Merckx va reconèixer el seu mal estat de forma i l'ansietat que patia abans del Tour de França. Va mantenir-se en segona posició de la general durant dues setmanes, però en arribar als Alps va començar a perdre temps. A l'etapa amb final a l'Aup d'Uès va perdre tretze minuts. L'endemà, amb final a Saint-Étienne, va atacar i va recuperar la sisena posició a la general, posició en què finalitzà el Tour. En finalitzar el Tour va disputar vint-i-dues curses en tan sols quaranta dies. La seva darrera victòria com de l'any va tenir lloc el 17 de setembre en una cursa de kermis. A finals de desembre, Fiat France va optar per posar fi al seu patrocini amb Merckx per centrar-se en la creació d'un equip francès.
Al gener de 1978 els grans magatzems C&A van anunciar que patrocinarien un nou equip per a Merckx. El seu pla per a la temporada era disputar un últim Tour de França i després córrer diverses curses menors. Durant la temporada va disputar un total de cinc carreres. La seva darrera victòria com a professional va ser en una competició en pista, un òmnium a Zuric, el 10 de febrer de 1978, formant parella amb Patrick Sercu. La seva primera cursa per carretera va ser al Gran Premi de Montauroux el 19 de febrer. El millor resultat el va obtenir al Tour de Haut, on va ser cinquè. Va abandonar al l'Omloop Het Volk per culpa d'una colitis i va completar la seva última carrera el 19 de març, en un kermis a Kemzeke. Després de la carrera, Merckx va marxar de vacances a esquiar. Va tornar per entrenar més, però el 18 de maig va anunciar la seva retirada, tot afirmant que els metges l’aconsellaven que no competís.

## Jubilació
Després de retirar-se, Merckx va obrir l'empresa Eddy Merckx Cycles el 28 de març de 1980 a Brussel·les. Els primers treballadors que van ser contractats per a la fàbrica van ser capacitats per Ugo De Rosa, un notable fabricant de bicicletes. L'empresa va estar a punt de fer fallida i es va veure immersa en una controvèrsia pel pagament d'impostos. Merckx es dedicava a donar informació sobre els models que es produïen. Malgrat els problemes financers, la marca va tenir una gran reputació i èxit, sent utilitzada per diversos equips de ciclisme de primer nivell durant els anys vuitanta i noranta. Merckx va deixar el càrrec de conseller delegat el 2008 i va vendre la majoria de les seves accions, però encara prova les bicicletes que es creen. El gener de 2015, el negoci encara funcionava a Bèlgica i distribuïa a més de vint-i-cinc països.
Merckx va dirigir la selccioó nacional belga als campionats mundials durant onze anys, entre el 1986 i el 1996. Fou el director de cursa del Tour de Flandes durant un breu període. Va patrocinar durant un breu període un equip ciclista de categories inferiors junt amb el CGER Bank, un equip on hi havia el seu fill Axel. Va ajudar en l'organització del Gran Premi Eddy Merckx, que començà com una prova de contrarrellotge individual sols per invitació, per posteriorment convertir-se en una prova de contrarrellotge de dos ciclistes. La cursa deixà d'organitzar-se el 2004 per la manca d'interès.
Va tenir un paper fonamental en la creació del Tour de Qatar el 2002. El 2001 Hamad bin Khalifa Al Thani, emir de Qatar, va contactar amb Merckx i li va comunicar l'interès que tenia en iniciar una cursa ciclista per promocionar el país. Merckx es va posar en contacte amb el llavors president de la Unió Ciclista Internacional (UCI), Hein Verbruggen, que va inspeccionar les carreteres de Qatar. Després d'una inspecció reeixida, Merckx es va posar en contacte amb l'Amaury Sport Organisation per treballar plegats en la planificació de la carrera. Merckx va ser copropietari de la cursa junt a Dirk De Pauw i va ajudar a organitzar-la fins que fou cancel·lada abans de l'edició del 2017 per motius econòmics. A més, Merckx també va ajudar a Qatar a aconseguir l'organització dels Campionats del Món de ciclisme de 2016, així com a dissenyar el recorregut de la cursa en ruta. També fou copropietari i ajudà a crear el Tour d'Oman el 2010.

## Vida personal

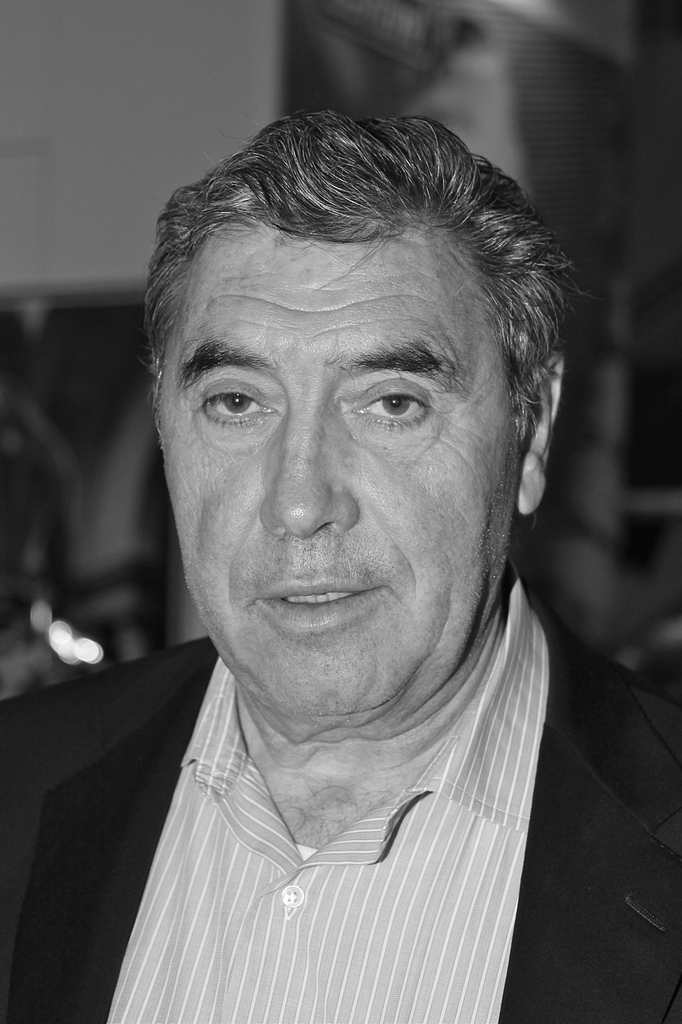
Eddy Merckx el 2009.

Merckx va començar oficialment a festejar amb Claudine Acou l'abril de 1965. Acou era una mestra de 21 anys, filla de l'entrenador de l'equip nacional amateur. El 5 de desembre de 1967, Merckx es va casar amb Acou després de quatre anys de festeig. Sovint s'encarregava de la premsa pel seu marit, que era tímid. Claudine va donar a llum al seu primer fill, Sabrina, el 14 de febrer de 1970. Posteriorment naixeria un fill, Axel, que també es va convertir en ciclista professional. Merckx va ser educat en flamenc, però va aprendre francès a l'escola.
El 1996 Albert II de Bèlgica, rei dels belgues, li va atorgar el títol de baró. A Itàlia, Merckx va rebre el títol de Cavaliere. El 2011 va ser nomenat Comandant de la Legió d'Honor pel llavors president francès Nicolas Sarkozy a París. Merckx és ambaixador de la Damien The Leper Society, una fundació que porta el nom d'un sacerdot catòlic, que lluita contra la lepra i altres malalties als països en desenvolupament. Va ser beneït pel papa Joan Pau II a Brussel·les als anys noranta. El 2000 fou guardonat amb el premi Marca Leyenda. Merckx és un amant de l'art i va afirmar que el seu artista favorit era René Magritte, un surrealista. Salvador Dalí és un altre dels seus favorits.
Abans de començar la tercera etapa del Giro d'Itàlia del 1968, se li va detectar una malaltia cardíaca. Un cardiòleg, Giancarlo Lavezzaro, va trobar que Merckx tenia cardiopatia hipertròfica no obstructiva, una malaltia que ha provocat la mort de diversos esportistes joves. El 2013 li fou posat un marcapassos per ajudar a corregir un problema de ritme cardíac. L'operació va tenir lloc a Genk el 21 de març i es va fer com a procediment preventiu. Merckx va afirmar que mai havia tingut problemes cardíacs durant les carreres, tot i que diversos homes de la seva família havien mort joves per problemes relacionats amb el cor. L'agost de 2014 fou hospitalitzat per problemes cardíacs. El maig del 2004 va ser operat de l'esòfag per corregir els mals d'estómac que patia des de jove. A l'agost es va informar que havia perdut gairebé 30 kg després de l'operació. El 13 d'octubre de 2019 va ser hospitalitzat després de patir un accident de bicicleta que li provocà una hemorràgia i la pèrdua de coneixement durant un temps.

## Llegat

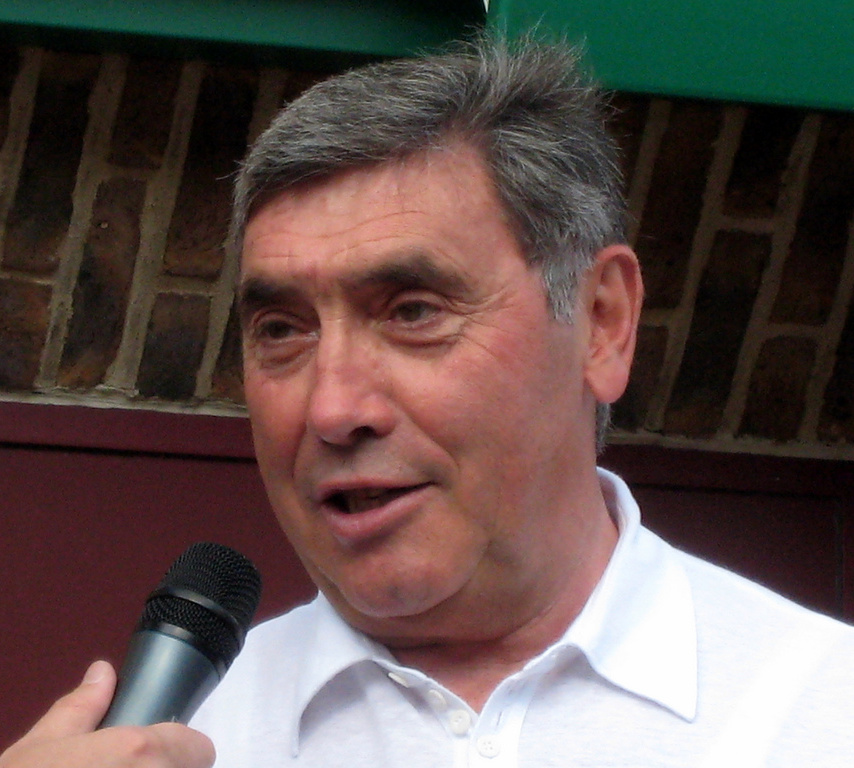
Merckx (a la foto el 2010) va ser un ciclista amb èxit tan en carretera com en pista, amb 525 victòries durant la seva carrera.

Merckx ha estat considerat per molts com el ciclista més gran i amb més èxit de tots els temps. Va destacar tan a les Grans Voltes com a les clàssiques d'un dia.  Era un molt bon contrarellotgista i escalador. A més, va mostrar una gran capacitat per competir a la pista. Era conegut per un estil agressiu, consistent en atacar constantment. Per a ell atacar era la millor forma de defensa. Tot i el seu atac constant, ocasionalment tenia una mentalitat defensiva, sobretot quan corria el Giro i s'enfrontava a Fuente. Merckx va participar en més de 1.800 carreres durant la seva carrera i en va guanyar un total de 525. A causa del seu domini en l'esport, alguns historiadors del ciclisme es refereixen al període en què va córrer com l'era Merckx. Com a professiona va guanyar 445 de les 1.585 curses que va disputar. Entre el 1967 i 1977 va córrer entre 111 i 151 curses per temporada. El 1971 va córrer 120 vegades i va guanyar 54 de les proves, la major quantitat de curses que qualsevol ciclista hagi guanyat en una temporada. Merckx admet que va ser el millor de la seva generació, però insisteix que no és oportú comparar entre generacions.
És un dels tres ciclistes que ha guanyat els cinc Monuments del ciclisme (Milà-San Remo, Tour de Flandes, París-Roubaix, Lieja-Bastogne-Lieja i Volta a Llombardia), sent els altres dos Rik Van Looy i Roger De Vlaeminck. Va finalitzar la seva carrera amb dinou victòries entre els monuments, més que qualsevol altre ciclista i vuit més que el segon ciclista amb més victòries. Va guanyar vint-i-vuit curses clàssiques, i sols la París-Tours fou incapaç de guanyar.
Durant la seva època en actiu fou el tercer ciclista a guanyar les tres Grans Voltes, una gesta que posteiorment han aconseguit d¡altres ciclistes. Té el rècord de victòries en les tres Grans Voltes, amb 11, així com també el rècord de victòries d'etapa, amb 64. És el ciclista que més vegades ha aconseguit el doblet Giro-Tour, amb tres.  Va ser el primer ciclista a guanyar la Triple Corona de ciclisme, una fita sols igualada per Stephen Roche el 1987. És l'únic ciclista que ha guanyat la general, la classificació per punts i la muntanya al Giro d’Itàlia, el 1968, i al Tour de França, el 1969. Des de llavors, la classificació general, punts i muntanya ha estat guanyada a la Volta a Espanya per Tony Rominger el 1993 i per Laurent Jalabert el 1995. Comparteix el rècord de més victòries al Giro d'Itàlia i el Tour de França, amb cinc victòries. En aquestes curses també té els rècord de dies liderant la cursa, amb 78 i 96 respectivament. Pels seus èxits al Giro d'Itàlia fou el primer ciclista inclòs al Saló de la Fama de la cursa el 2012.  Al Tour ostenta el rècord de més victòries d'etapes, amb trenta-quatre. El Grand Départ del Tour de França de 2019 es va celebrar a Brussel·les per honorar els 50 anys de la primera victòria de Merckx al Tour de França.
Va rebre el sobrenom de "El Caníbal" per part de la filla de Christian Raymond, company d'equip de Merckx. A Itàlia era conegut com "el monstre" il mostro.
El gran ciclista holandès Joop Zoetemelk va dir: "Primer hi havia Merckx, i després començava una altra classificació darrere seu".  El periodista i comentarista ciclista Phil Liggett va escriure que si Merckx començava una carrera, molts ciclistes reconeixien que probablement competirien pel segon lloc. Ted Costantino va escriure que Merckx era, sens dubte, el ciclista número u de tots els temps, mentre que en altres esports hi ha debats sobre qui és en realitat el més gran de tots els temps. Gianni Motta va explicar com Merckx corria sense impermeable per anar més ràpid que la resta de ciclistes. Merckx va ser criticat per ciclistes rivals per la seva recerca implacable de la victòria, cosa que va impedir a molts ciclistes de segona fila aconseguir algunes victòries. Quan se li va dir que guanyava massa, Merckx va afirmar que "el dia en què comenci una carrera sense tenir la intenció de guanyar-la, no em podré mirar al mirall".

## Dopatge

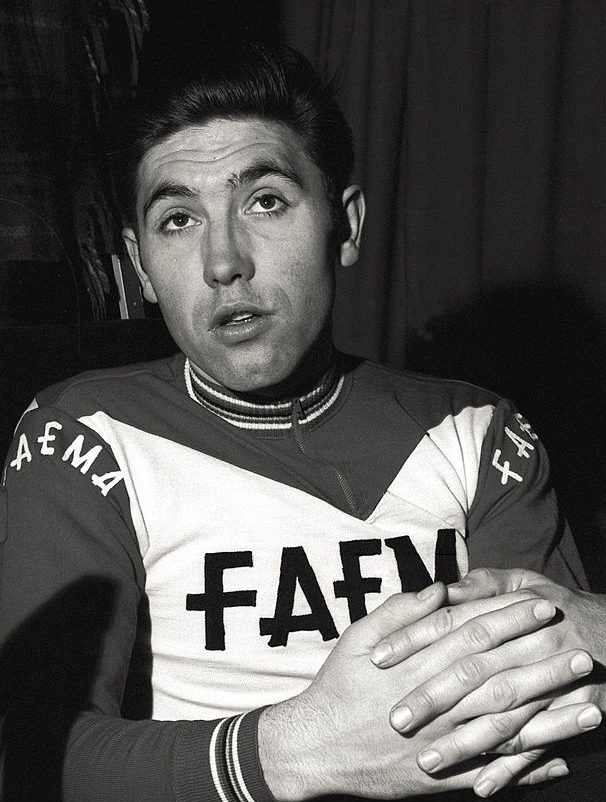
Merckx (fotografiat durant els Sis dies de Milà de 1969) es va veure implicat en tres casos de dopatge durant la seva carrera esportiva.

Merckx liderava el Giro d’Itàlia del 1969 a la fi de la setzena etapa a Savona. En acabar aquesta, Merckx es va dirigir al laboratori mòbil que viatjava amb la carrera i va realitzar les proves antipopatge. La primera prova va resultar positiva per fencamfamina, una anfetamina. Una segona prova també va resultar positiva. La notícia es va estendre ràpidament mentre el propi Merckx encara estava adormit. El positiu va suposar la suspensió de Merckx durant un mes. El director de cursa, Vincenzo Torriani, va endarrerir l'inici de la dissetena etapa en un intent de persuadir el president de la Federació Italiana de Ciclisme perquè Merckx no fos expulsat, però el president no era al seu despatx i Torriani es va veure obligat a iniciar l'etapa. En els dies posteriors l'UCI va eliminar la suspensió inicialment establerta.Des d'un bon començament Merckx va declarar la seva innocència dient que "sóc un ciclista net, no necessito prendre res per guanyar". Manté que les seves mostres van ser manipulades incorrectament. Després de l'incident van sorgir diverses teories de la conspiració, com ara que l'orina que va donar positiu no era de Merckx, en un moviment ordit per donar a l'italià Felice Gimondi una millor oportunitat per guanyar, i Merckx havia rebut una ampolla d’aigua amb l'estimulant.
El 8 de novembre de 1973 es va anunciar que Merckx havia donat positiu per norefedrina després de guanyar la Volta a Llombardia, un mes abans. En saber el resultats positiu de la primera prova a finals d'octubre es va realitzar un contraanàlisi que també va resultar positiu. El medicament era present en un medicament per a la tos que el metge del Molteni, el doctor Cavalli, li va receptar. Merckx va ser desqualificat de la carrera i la victòria fou atorgada al segon classificat, Gimondi. A més, Merckx fou suspés durant un mes i va rebre una multa de 150.000 lires. Merckx va admetre la seva culpa en prendre el medicament, però va dir que el nom de noradedrina no figurava a l'ampolla de xarop per a la tos que va utilitzar.
El 8 de maig de 1977, Merckx, juntament amb diversos ciclistes més, va donar positiu en pemolina, un estimulant en Stimul, a la Fletxa Valona. El grup de ciclistes va ser acusat per la federació belga de ciclisme i tots van rebre una multa de 24.000 pessetes i un mes de suspensió.  Inicialment Merckx va anunciar la seva intenció de recórrer la pena, dient que només prenia substàncies que no estaven a la llista prohibida.
Degut a les diverses implicacions de Merckx amb el dopatge durant la seva carrera, els organitzadors del Campionat del món de ciclisme de 2007 que es va disptuar a Stuttgart, Alemanya, li van demanar no s'hi acostés. Els organitzadors van declarar que "[ells] havien de ser modèlics", mentre Merckx passà d'ells afirmant que estaven bojos.

## Palmarès

### Palmarès en carretera
- 1963
  - 1r a la Rund um Sebnitz
  - 1r a la Volta a Limburg amateur i vencedor d'una etapa
- 1964
  -  1r al Campionat del món amateur
  - 1r al Gran Premi d'Affligem
  - 1r a la Brussel·les-Opwijk
- 1965
  - 1r al Gran Premi d'Affligem
- 1966
  - 1r a la Milà-San Remo
  - 1r al Circuit de Morbihan i vencedor de 2 etapes
  - 1r al Trofeu Baracchi (amb Ferdinand Bracke)
  - 1r al Gran Premi Pino Cerami
  - 1r al Druivenkoers Overijse
  - 1r al Campionat de Flandes
  - 1r a l'Escalada ciclista a Montjuïc
  - 1r al Circuit des frontières
  - Vencedor d'una etapa al Gran Premi del Midi Libre
- 1967
  -  1r al Campionat del món en ruta
  - 1r a la Milà-San Remo
  - Vencedor de 2 etapes del Giro d'Itàlia
  - 1r a la Fletxa Valona
  - 1r a la Gant-Wevelgem
  - 1r al Trofeu Baracchi (amb Ferdinand Bracke)
  - Vencedor de 2 etapes al Giro de Sardenya
  - Vencedor de 2 etapes a la París-Niça
  - 1r al Premi Nacional de Clausura
  - Vencedor d'una etapa a la París-Luxemburg
- 1968
  -  1r al Giro d'Itàlia, vencedor de 4 etapes, 1r a la classificació per punts i de la muntanya
  -  1r a la Volta a Catalunya i vencedor de 2 etapes
  - Vencedor d'una etapa a la Setmana Catalana
  - 1r al Tour de Romandia i vencedor d'una etapa
  - 1r a la París-Roubaix
  - 1r al Giro de Sardenya i vencedor de 2 etapes
  - 1r a A través de Lausana
  - 1r a les Tre Valli Varesine
  - 1r al Gran Premi de Lugano (contrarellotge)
  - Vencedor d'una etapa a la Volta a Bèlgica
- 1969
  -  1r al Tour de França, vencedor de 6 etapes, 1r a la classificació per punts,  1r de la Muntanya, de la Combinada i Premi a la combativitat
  - 1r a la Milà-San Remo
  - Vencedor de 4 etapes del Giro d'Itàlia
  - 1r a la París-Niça i vencedor de 3 etapes
  - 1r a la Lieja-Bastogne-Lieja
  - 1r a la París-Luxemburg i vencedor d'una etapa
  - 1r a la Volta a Llevant i vencedor de 3 etapes
  - 1r al Tour de Flandes
  - Vencedor d'una etapa a la Volta a Mallorca
  - 1r al Super Prestige Pernod International
- 1970
  -  Campió de Bèlgica en ruta
  -  1r al Tour de França, vencedor de 8 etapes,  1r a la Classificació de la Muntanya, de la Combinada i Premi a la combativitat
  -  1r al Giro d'Itàlia i vencedor de 3 etapes
  - 1r a la París-Roubaix
  - 1r a la París-Niça i vencedor de 3 etapes
  - 1r a la Volta a Bèlgica i vencedor de 2 etapes
  - 1r a la Fletxa Valona
  - 1r a la Gant-Wevelgem
  - 1r a l'Escalada ciclista a Montjuïc
  - 1r a A través de Lausana
  - 1r a la Coppa Agostoni
  - Vencedor de 2 etapes al Giro de Sardenya
  - 1r al Super Prestige Pernod International
- 1971
  -  1r al Campionat del món en ruta
  -  1r al Tour de França, vencedor de 4 etapes, 1r a la classificació per punts i de la Combinada
  - 1r a la Milà-San Remo
  - 1r a la París-Niça i vencedor de 3 etapes
  - 1r a la Volta a Bèlgica i vencedor de 3 etapes
  - 1r al Critèrium del Dauphiné Libéré i vencedor de 2 etapes
  - 1r a la Volta a Llombardia
  - 1r a l'Escalada ciclista a Montjuïc
  - 1r al Gran Premi del Midi Libre
  - 1r a la Lieja-Bastogne-Lieja
  - 1r al Giro de Sardenya i vencedor de 3 etapes
  - 1r al Gran Premi de Frankfurt
  - 1r al Gran Premi Ciutat de Camaiore
  - 1r al Het Volk
  - 1r al Super Prestige Pernod International
  - 1r al Stadsprijs Geraardsbergen
  - 1r al Gran Premi Baden-Baden (amb Herman Van Springel)
- 1972
  -  1r al Tour de França, vencedor de 6 etapes, 1r a la classificació per punts, i de la Combinada
  -  1r al Giro d'Itàlia i vencedor de 4 etapes
  - 1r a la Milà-San Remo
  - 1r al Trofeu Baracchi (amb Roger Swerts)
  - 1r al Giro del Piemont
  - 1r al Giro de l'Emília
  - 1r a l'Escalada ciclista a Montjuïc
  - 1r a la Lieja-Bastogne-Lieja
  - 1r a la Fletxa Valona
  - 1r a la Fletxa Brabançona
  - 1r a la Volta a Llombardia
  - 1r a A través de Lausana
  - 1r al Grote Scheldeprijs
  - Vencedor de 3 etapes a la París-Niça
  - 1r al Super Prestige Pernod International
- 1973
  -  1r al Giro d'Itàlia, vencedor de 6 etapes i 1r a la classificació per punts
  -  1r a la Volta a Espanya, vencedor de 6 etapes, 1r de la classificació per punts, de la combinada i de les metes volants
  - 1r a la París-Roubaix
  - 1r a la Lieja-Bastogne-Lieja
  - 1r a l'Amstel Gold Race
  - 1r a la Gant-Wevelgem
  - 1r al Giro de Sardenya i vencedor d'una etapa
  - 1r a A través de Lausana
  - 1r a la París-Brussel·les
  - 1r al Gran Premi de les Nacions
  - 1r al Gran Premi de Fourmies i vencedor d'una etapa
  - 1r al Trofeu Laigueglia
  - 1r al Het Volk
  - Vencedor d'una etapa a la París-Niça
  - 1r al Super Prestige Pernod International
- 1974
  -  1r al Campionat del món en ruta
  -  1r al Tour de França, vencedor de 8 etapes, 1r a la Classificació de la Combinada i Premi a la combativitat
  -  1r al Giro d'Itàlia i vencedor de 2 etapes
  - 1r a la Volta a Suïssa i vencedor de 3 etapes
  - 1r a l'Escalada ciclista a Montjuïc
  - 1r al Trofeu Laigueglia
  - 1r al Super Prestige Pernod International
- 1975
  - Vencedor de 2 etapes al Tour de França i Premi a la combativitat
  - 1r a la Milà-San Remo
  - 1r a la Setmana Catalana i vencedor d'una etapa
  - 1r a la Lieja-Bastogne-Lieja
  - 1r a l'Amstel Gold Race
  - 1r al Druivenkoers Overijse
  - 1r a l'Escalada ciclista a Montjuïc
  - 1r al Giro de Sardenya
  - 1r al Tour de Flandes
  - 1r al Super Prestige Pernod International
  - Vencedor d'una etapa a la París-Niça
  - Vencedor d'una etapa a la Volta a Suïssa
  - Vencedor de 2 etapes al Tour de Romandia
- 1976
  - 1r a la Milà-San Remo
  - 1r a la Setmana Catalana i vencedor de 2 etapes
  - Vencedor d'una etapa a la Tirrena-Adriàtica
  - Vencedor d'una etapa al Tour de Romandia
- 1977
  - 1r al Tour del Mediterrani
  - Vencedor d'una etapa a la Volta a Suïssa
  - Vencedor d'una etapa a la París-Niça

#### Resultats al Tour de França
- 1969. 1r de la classificació general i vencedor de 6 etapes
- 1970. 1r de la classificació general i vencedor de 8 etapes
- 1971. 1r de la classificació general i vencedor de 4 etapes
- 1972. 1r de la classificació general i vencedor de 6 etapes
- 1974. 1r de la classificació general i vencedor de 8 etapes
- 1975. 2n de la classificació general i vencedor de 2 etapes
- 1977. 6è de la classificació general

#### Resultats al Giro d'Itàlia
- 1967. 9è de la classificació general i vencedor de 2 etapes
- 1968. 1r de la classificació general i vencedor de 4 etapes
- 1969. Exclòs per un control antidopatge (17a etapa), vencedor de 4 etapes
- 1970. 1r de la classificació general i vencedor de 3 etapes
- 1972. 1r de la classificació general i vencedor de 4 etapes
- 1973. 1r de la classificació general i vencedor de 6 etapes
- 1974. 1r de la classificació general i vencedor de 2 etapes
- 1976. 8è de la classificació general

#### Resultats a la Volta a Espanya
- 1973. 1r de la classificació general i vencedor de 6 etapes

### Palmarès en pista
| - 1963 - Campió de Bèlgica de Madison amateur (amb Patrick Sercu) - 1964 - Campió de Bèlgica de Madison amateur (amb Patrick Sercu) - 1965 - Campió de Bèlgica de Madison amateur (amb Patrick Sercu) - 1r als Sis dies de Gant (amb Patrick Sercu) - 1966 - Campió de Bèlgica de Madison (amb Patrick Sercu) - 1967 - Campió de Bèlgica de Madison (amb Patrick Sercu) - 1r als Sis dies de Gant (amb Patrick Sercu) - 1968 - Campió de Bèlgica de Madison (amb Patrick Sercu) - 1r als Sis dies de Charleroi (amb Ferdinand Bracke) - 1969 - Campió d'Europa de Madison (amb Patrick Sercu) - 1971 - 1r als Sis dies de Milà (amb Julien Stevens) - 1973 - 1r als Sis dies de Dortmund (amb Patrick Sercu) - 1r als Sis dies de Grenoble (amb Patrick Sercu) | - 1974 - Campió de Bèlgica de Madison (amb Patrick Sercu) - 1r als Sis dies d'Anvers (amb Patrick Sercu) - 1975 - Campió d'Europa en Òmnium Endurance - Campió de Bèlgica de Madison (amb Patrick Sercu) - 1r als Sis dies de Gant (amb Patrick Sercu) - 1r als Sis dies de Grenoble (amb Patrick Sercu) - 1r als Sis dies d'Anvers (amb Patrick Sercu) - 1976 - Campió de Bèlgica de Madison (amb Patrick Sercu) - 1r als Sis dies d'Anvers (amb Patrick Sercu) - 1r als Sis dies de Rotterdam (amb Patrick Sercu) - 1977 - Campió d'Europa de Madison (amb Patrick Sercu) - 1r als Sis dies de Gant (amb Patrick Sercu) - 1r als Sis dies de Maastricht (amb Patrick Sercu) - 1r als Sis dies de Zuric (amb Patrick Sercu) - 1r als Sis dies de Berlín (amb Patrick Sercu) - 1r als Sis dies de Múnic (amb Patrick Sercu) |